# DMA'S
DMA'S　（ディエムエーズ）はオーストラリアはシドニー出身の3ピースロックバンド。トミー・オーデル（Vo）、ジョニー・トゥック（Gt）、マット・メイソン（SW, Gt,Vo）によって2012年に結成。メジャー・レーベルからの高額オファーを断り、インディー・レーベル＜Infectious＞と2015年に契約した2015年11月、日本独自EPをリリースし、その直後初来日している。2016年2月、デビュー・アルバム『ヒルズ・エンド（Hills End）』を発表。

## メンバー
- トミー・オーデル　- ボーカル[2]
- ジョニー・トゥック　- ギター[2]
- マット・メイソン　- ギター、ボーカル[2]

正式メンバーは３人であるがライヴでは6人編成になる。

## 評価
ブラーのドラマーであるデイヴ・ロウントゥリーがラジオ番組で「彼らはオアシス並みの佇まいと、アークティック・モン キーズの音楽的才能と創作力を持ち合わせている」と絶賛している。

## ディスコグラフィー

### スタジオアルバム
- 2016年「ヒルズ・エンド（Hills End）」[2]

### EP
- 2014年「DMA'S」

## 来日公演
2015/11/17 (火) 代官山UNIT
2016/7/24(日) フジロックフェスティバル2016  (レッドマーキーに出演。)

## リンク
- DMA'Sオフィシャルサイト（英語）
- DMA'SオフィシャルFaceBook（英語）